# John A. Heintges

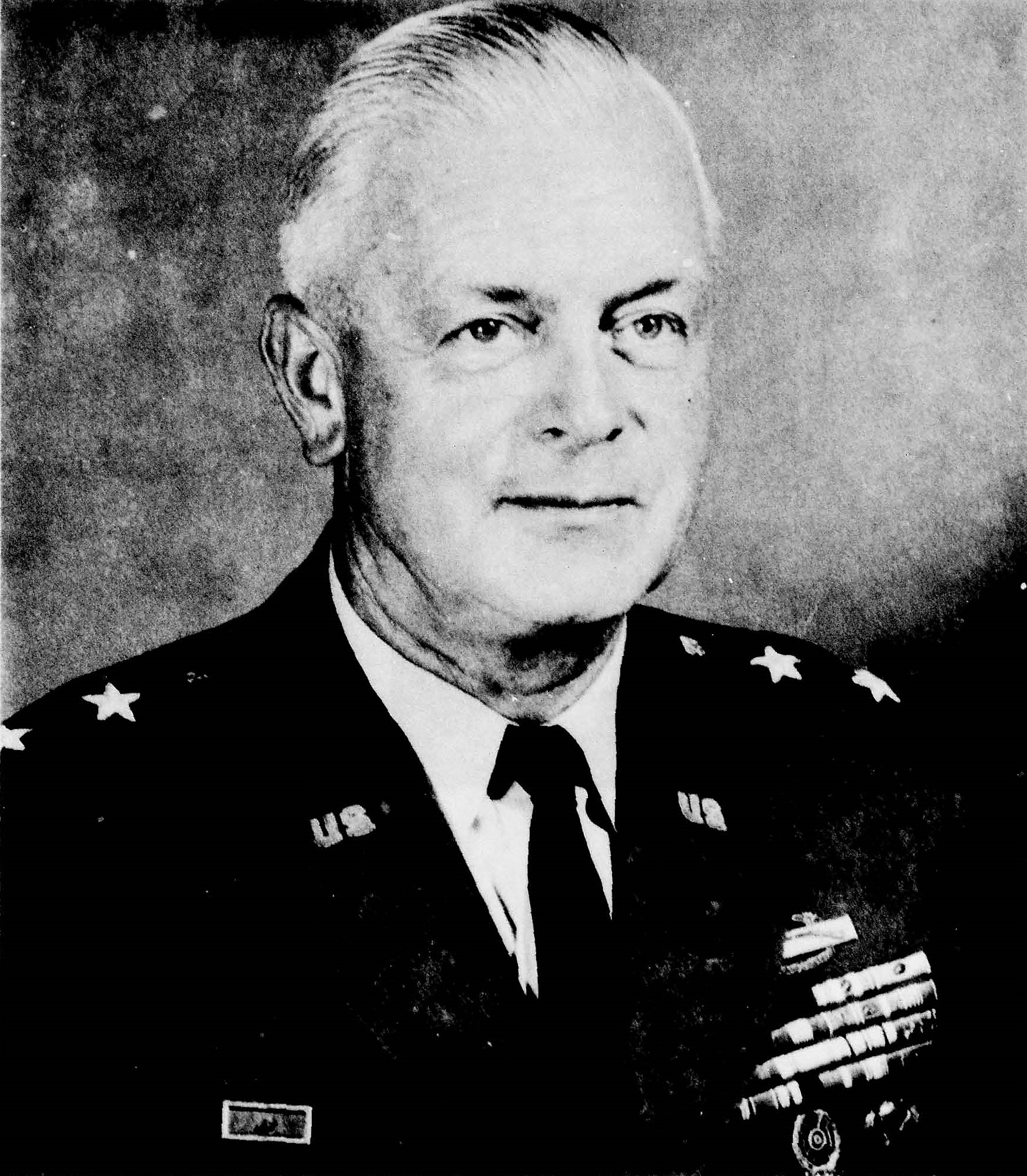
John A. Heintges (1965)

John Arnold Heintges (* 9. Dezember 1912 in Koblenz, Deutschland; † 31. März 1994 in Colorado Springs, El Paso County, Colorado) war ein Generalleutnant der United States Army. Er kommandierte unter anderem das I. Korps.
John Heintges wurde 1912 in Koblenz geboren. Sein Vater war Offizier in der deutschen Armee und fiel im Jahr 1914 zu Beginn des Ersten Weltkriegs während der  Schlacht bei Tannenberg. Im Jahr 1920 wanderte seine Mutter, die inzwischen einen amerikanischen Infanterie-Offizier geheiratet hatte, in die Vereinigten Staaten aus.
In den Jahren 1932 bis 1936 durchlief Heintges die United States Military Academy in West Point. Nach seiner Graduation wurde er als Leutnant der Infanterie zugeteilt. In der Armee durchlief er anschließend alle Offiziersränge vom Leutnant bis zum Drei-Sterne-General. In seinen jüngeren Jahren absolvierte er den für Offiziere in den niederen Rangstufen üblichen Dienst in verschiedenen Einheiten und Standorten. Im weiteren Verlauf seiner Karriere kommandierte er Einheiten auf fast allen militärischen Ebenen. Zwischenzeitlich wurde er auch als Stabsoffizier eingesetzt. Zu seinen ersten Standorten gehörten die Philippinen, wo er von 1937 bis 1939 stationiert war. Dort diente er im 45. Infanterieregiment, das zu den Philippine Scouts gehörte.
Nach seiner Rückkehr in die Vereinigten Staaten diente Heintges in den Jahren 1940 bis 1942 in Fort Jackson in South Carolina im 13. Infanterieregiment, das der 8. Infanteriedivision unterstellt war. Dort war er Kompaniechef und später Stabsoffizier. In diese Zeit fiel der amerikanische Eintritt in den Zweiten Weltkrieg, an dem Heintges in der Folge aktiv teilnahm. Dabei diente er im 7. Infanterieregiment, das der 3. Infanteriedivision unterstand. Er war zunächst Bataillonskommandeur und dann Regimentskommandeur. Er war an der Alliierten Landung auf Sizilien und dem beginnenden  Italienfeldzug beteiligt. Später gehörte sein Regiment zu den Einheiten, die durch Südfrankreich nach Deutschland vordrangen, dort die Alpen erreichten und Hitlers Berghof einnahmen. In der Folge beschlagnahmte Heintges das Auto von Hermann Göring und benutze es für einige Zeit privat.
Nach dem Krieg absolvierte Heintges das United States Army War College. Später war er Generalstabsoffizier für Operationen (G3) im Heeresministerium. Mitte der 1950er Jahre wurde er nach Deutschland versetzt, wo er an der Ausarbeitung von Ausbildungsplänen für das Heer der neu entstandenen Bundeswehr beteiligt war. Danach wurde er zum stellvertretenden Kommandeur des Army Infantry Training Centers in Fort Dix in New Jersey ernennt. Dieses Amt bekleidete er in den Jahren 1957 und 1958.
Im Anschluss erfolgte seine Versetzung nach Laos, wo er in den Jahren 1959 bis 1961 eine geheime paramilitärische Mission unter dem Decknamen Programs Evaluation Office leitete. Nach einer weiteren Verwendung als Stabsoffizier im Generalstab des Heeres erhielt Heintges das Kommando über die 5. Infanteriedivision, das er zwischen dem 29. Januar 1963 und dem 15. Juli 1964 innehatte. Anschließend übernahm er das Kommando über den Standort Fort Benning in Georgia. Dieses Amt bekleidete er zwischen August 1964 und Juli 1965.
Zwischen dem 1. August und dem 5. November 1965 kommandierte Heintges das I. Korps in Südkorea. Anschließend war er während des Vietnamkriegs von 1965 bis 1967 stellvertretender Kommandeur des amerikanischen Hauptquartiers in Südvietnam. Anschließend wurde er erneut nach Deutschland versetzt, wo er unter anderem stellvertretender Kommandeur von USAREUR in Heidelberg wurde. Danach erfolgte eine weitere Versetzung nach Südkorea zur 8. Armee als deren stellvertretender Kommandeur. Zuletzt war Heintges amerikanischer Vertreter bei der Central Treaty Organization in Ankara in der Türkei. Im Jahr 1971 schied er aus dem aktiven Militärdienst aus.
Er starb am 31. März 1994 und wurde auf dem Friedhof der Militärakademie in West Point beigesetzt.

## Orden und Auszeichnungen
Heintges erhielt im Lauf seiner militärischen Laufbahn unter anderem folgende Auszeichnungen:
- Army Distinguished Service Medal
- Silver Star (2 Mal)
- Legion of Merit (2-Mal)
- Soldier’s Medal
- Bronze Star Medal
- Air Medal (12-Mal)
- Army Commendation Medal
- Purple Heart
- Fourragère (Frankreich)
- Croix de Guerre (Frankreich)